# Bugarra (kommunhuvudort)
Bugarra är en kommunhuvudort i Spanien.   Den ligger i provinsen Província de València och regionen Valencia, i den östra delen av landet, 270 km öster om huvudstaden Madrid. Bugarra ligger 225 meter över havet och antalet invånare är 860.
Terrängen runt Bugarra är kuperad åt sydväst, men åt nordost är den platt. Runt Bugarra är det ganska glesbefolkat, med 45 invånare per kvadratkilometer. Närmaste större samhälle är Llíria, 14,5 km öster om Bugarra. 